# Niccolo I. Gattilusio
Niccolo I. Gattilusio (auch Niccolo Gattilusio) (* vermutlich um 1330; † 1411) war von 1384 bis 1409/11 der erste Herr von Ainos.
Er entstammte der angesehenen genuesischen Patrizierfamilie Gattilusio und war der jüngere Bruder des Archon Francesco I. Gattilusio von Lesbos.
Nachdem sein Bruder 1355 von Kaiser Johannes V. von Byzanz die Herrschaft Lesbos als dank für seine Waffenhilfe erhalten hatte, profitierten die Gattilusio von der progenuesischen Politik der byzantinischen Kaiser. Besonders mit Beginn der Herrschaft von Kaiser Andronikos IV. gewannen die Gattilusio an Einfluss. Die Stadt Ainos am Fluss Maritza in Thrakien gelangte 1382 unter die Kontrolle der Familie Gattilusio. Im Juni 1384 wurde Niccolo I. Herr der Stadt und begründete somit die sogenannte „Jüngere Linie Gattilusio“. Dies war der Anfang der Auweitung der Macht der Gattilusio-Familie, die sich nun nicht mehr auf Lesbos beschränkte, sondern auf eine Anzahl von Inseln und Küstenenklaven umfasste.
Nach dem Tod seines Bruders Francesco I. während eines Erdbebens im Jahr 1384 unterstützte Niccolo I. dessen minderjährigen Sohn Jacopo, genannt Francesco II., bis 1387 bei dessen Regentschaft als neuer Archon von Lesbos. Von 1403 bis 1408 regierte Niccolo I. erneut Lesbos, nachdem Francesco II. nach seinem Tod ebenfalls einen noch minderjährigen Nachfolger, Jacopo Gattilusio von Lesbos, hinterlassen hatte.
Da Niccolo keine Söhne hinterließ, wurde Ainos nach seinem Tod im Jahr 1411 zuerst einige Jahre lang von Jacopo Gattilusio regiert. Mit der Volljährigkeit von Palamede Gattilusio, dem jüngsten Sohn Francescos II., wurde dieser zum Herr von Ainos.